# Propriété Caillebotte
Pour les articles homonymes, voir Caillebotte.
La propriété Caillebotte est une propriété qui a appartenu à la famille du peintre Gustave Caillebotte et à son frère Martial. Elle se situe à Yerres (Essonne). Les Caillebotte séjournèrent dans cette propriété de 1860 à 1879.
Typique du XIXe siècle, elle a été aménagée dans les années 1830, dans le style « à l’anglaise », au tracé irrégulier. Elle est aujourd’hui ouverte au public et constitue autant un lieu de repos qu’une invitation à découvrir un riche patrimoine historique : les fameuses fabriques d’ornementation qui parsèment son beau parc d’agrément et qui ont presque toutes été restaurées. Le visiteur peut satisfaire sa curiosité en empruntant les pas de Gustave Caillebotte lui-même, puisque c’est ici, dans la villégiature familiale, que le peintre planta son chevalet en plein air, peignant près de quatre-vingt-dix toiles au cours des étés des années 1870.

## Histoire
La propriété comprend un parc de onze hectares (ouvert au public), une habitation principale (la maison Caillebotte) dite Le Casin, ouverte au public à l'année, deux salles d'expositions (la Ferme ornée et l'Orangerie), de nombreuses fabriques (seule la glacière sous le kiosque se visite), un potager (ouvert au public le week-end de mai à octobre) et une activité de canotage.
Elle a été construite en 1830. C'est le père de Gustave, Martial Caillebotte (1799-1874), riche marchand de draps, qui l'acheta le 12 mai 1860 à la veuve de Martin-Guillaume Biennais, cousin germain de sa première épouse et orfèvre de l'Empereur, après avoir acquis une importante ferme située à Puisieux, près de Meaux, en 1852. Elle fait partie des nombreux domaines qui sont aménagés au cours du XIXe siècle, avec un parc à l'anglaise et de nombreuses fabriques (dont certaines seront ajoutées par Martial Caillebotte).

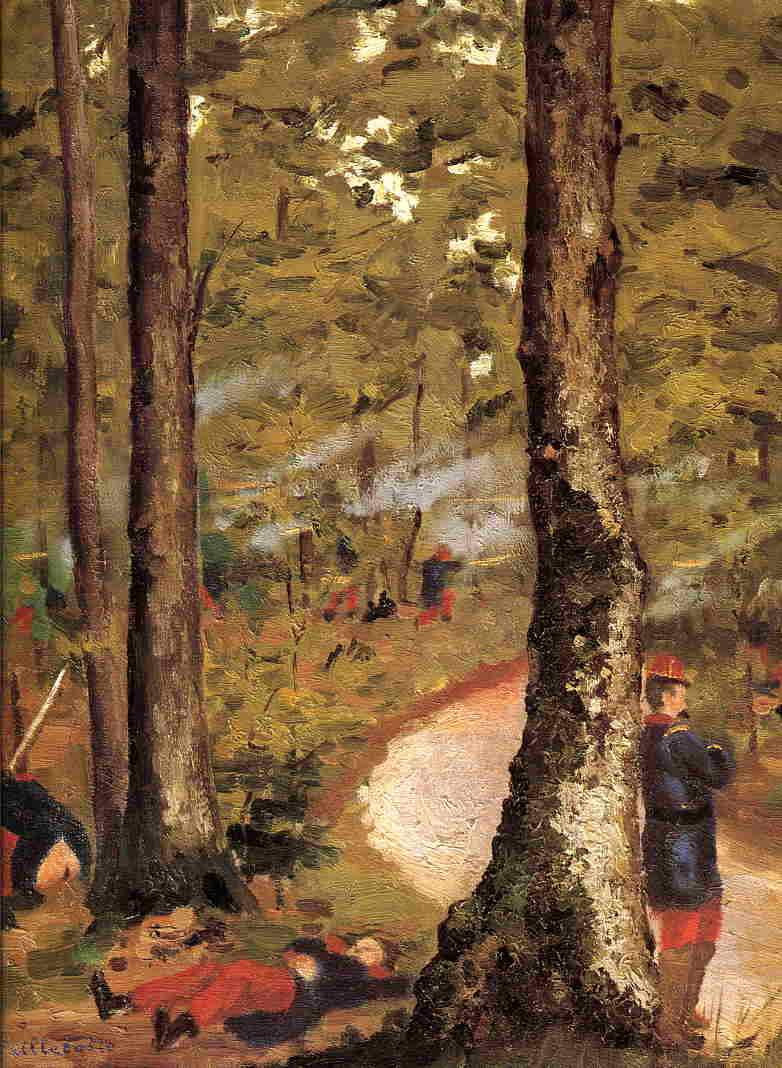
Militaires dans un bois, Yerres
Gustave Caillebotte, 1873,
collection privée.

Durant la guerre de 1870, tandis que le peintre fait partie des gardes mobiles défendant Paris, la demeure est occupée militairement, comme d'autres à Yerres.

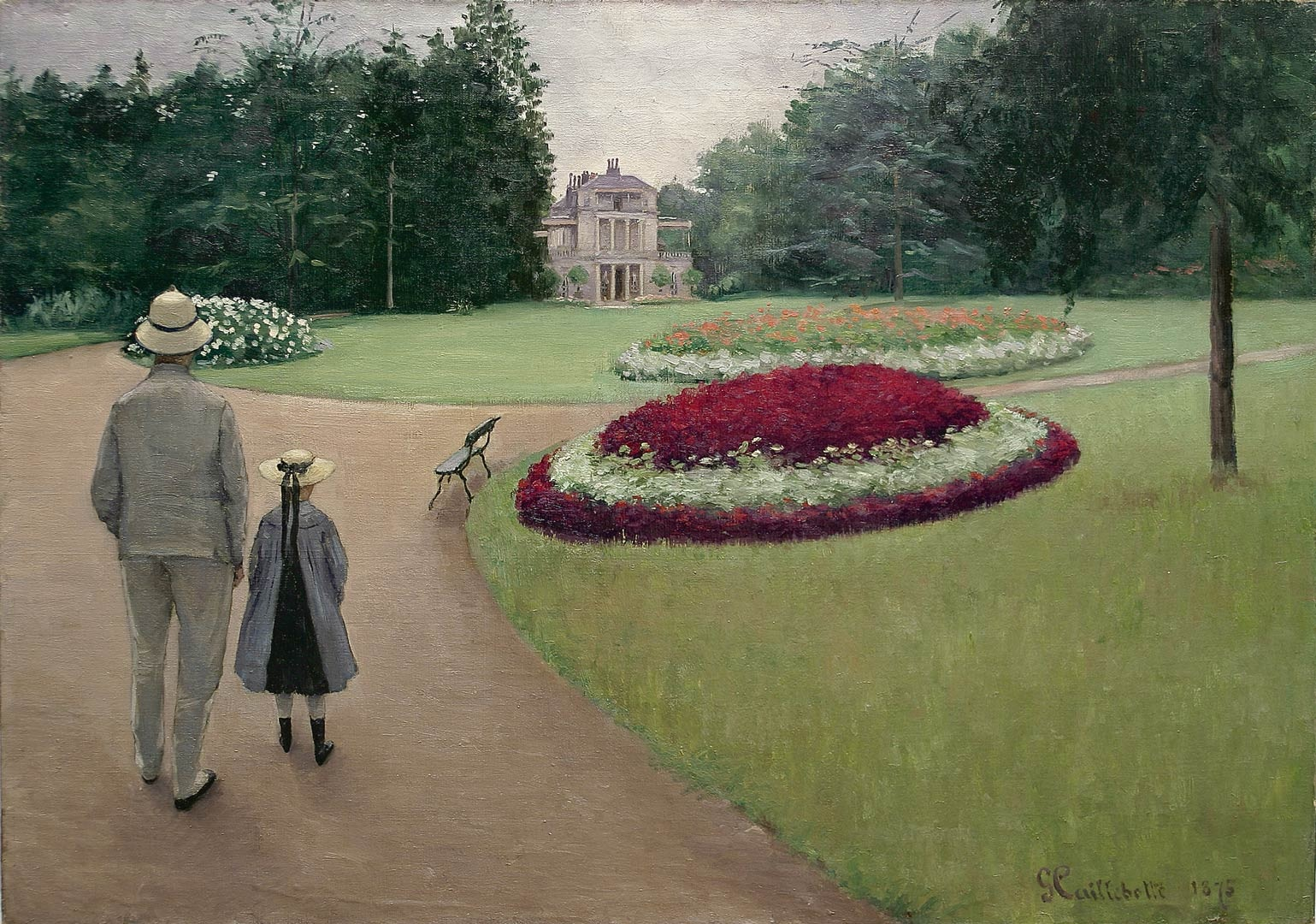
Le Parc de la propriété d'Yerres
Gustave Caillebotte, 1875,
collection privée, vente 2005.

Le gardien et intendant de la famille est Jean Baptiste Mathieu Daurelle (1839-1893). Gustave Caillebotte lui a offert plusieurs de ses tableaux dont celui qui le représente avec sa cousine Zoé dans le parc.
La rivière Yerres longe la propriété : à l’époque du Second Empire qui transforme Paris, mais aussi les manières de vivre, c’est le lieu privilégié des loisirs d’une jeunesse découvrant le sport. Caillebotte s’en fait le témoin tout au long de sa production picturale, avec près de 580 tableaux et dessins. Comme à l’époque du peintre, les promenades en barque ou canoë sont possibles de mai à septembre.
L’espace du potager intéresse également le peintre, grand amateur de jardinage. 
En 1879, à la mort de leur mère, Céleste, Gustave et Martial Caillebotte (le fils) héritent des biens de leurs parents (Martial Caillebotte père était mort quelques années plus tôt, en 1874). Les deux frères décident alors de se séparer de la villa. Gustave Caillebotte réalisera en tout plus de quatre-vingts tableaux dans le domaine, dont principalement des peintures ayant pour thème  l'Yerres, la rivière qui borde le parc et du parc lui-même.

## Ouverture au public
La propriété a été rachetée par la ville de Yerres en 1973 qui l'a ouverte au public et qui y mène des restaurations depuis plusieurs années, notamment depuis 1995. En 2012, la propriété Caillebotte est labellisée « Maison des Illustres » par le ministère de la Culture. Elle a été remeublée notamment avec l'aide du Mobilier national.
L'habitation principale est devenue la « maison Caillebotte » (ouverte au public en juin 2017, après un an de travaux dans le cadre de la réhabilitation complète du bâtiment) ; elle offre au public toute l'année douze salles sur trois niveaux, du très beau vestibule à l’atelier du peintre dont l’ambiance est restituée et qui accueille régulièrement des œuvres originales de Gustave Caillebotte. La Ferme ornée (centre d'art et d'exposition), l'Orangerie (salle d'exposition), le chalet suisse (restaurant), le kiosque chinois avec son enrochement et la chapelle peuvent aussi être visités et ont fait l’objet d’une inscription au titre des monuments historiques le 5 octobre 1993.
Un parc, labellisé « ensemble arboré remarquable », possède de nombreux arbres méritant l’attention, notamment deux d’entre eux : le cèdre du Liban, situé à proximité de la maison Caillebotte ; le platane, situé plus au fond du parc. Vers 2020, on estime qu’ils ont environ 200 ans.
Aujourd’hui, le potager, agrandi et aménagé par la commune en 2011, est ouvert au public, de mai à octobre. Il est entretenu tout au long de l’année par l'association « Potager Caillebotte ».

## Le parc, les fabriques et la maison Caillebotte
- La maison Caillebotte (dit Casin italien ou Casin d'après l'italien casino[6]), qui se situe au cœur de la ville de Yerres, est entourée d’un parc de onze hectares. Elle est de style néoclassique (colonnade de style palladien). On peut voir sur la façade nord les statues de Vénus et d'Apollon. L’intérieur rénové est ouvert au public depuis juin 2017.

La dernière pièce à l’étage est la chambre à coucher parentale que Gustave occupera après le décès de ses parents. Le somptueux mobilier Empire créé par Martin-Guillaume Biennais, qui y était installé, fut vendu en 1962. Il a pu être racheté en 2016 pour retrouver son lieu d’origine, la Maison. 

La Maison
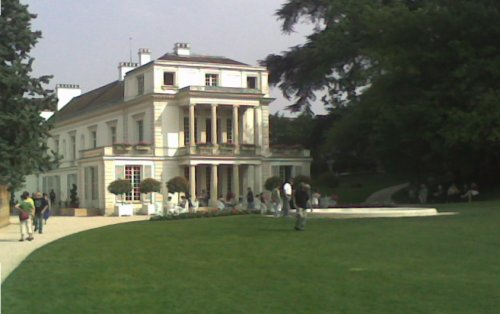
Le Casin.
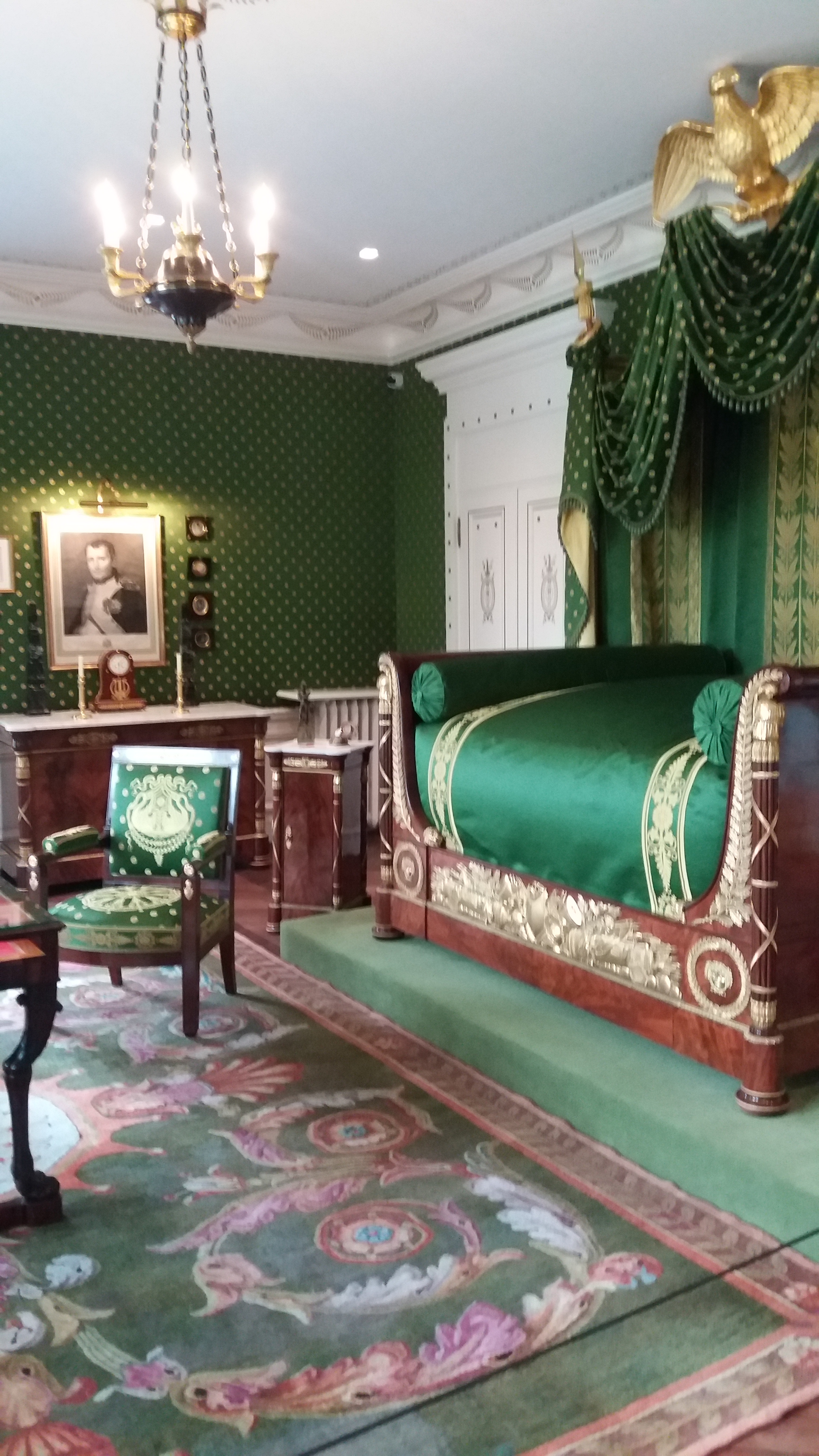
Chambre à coucher.
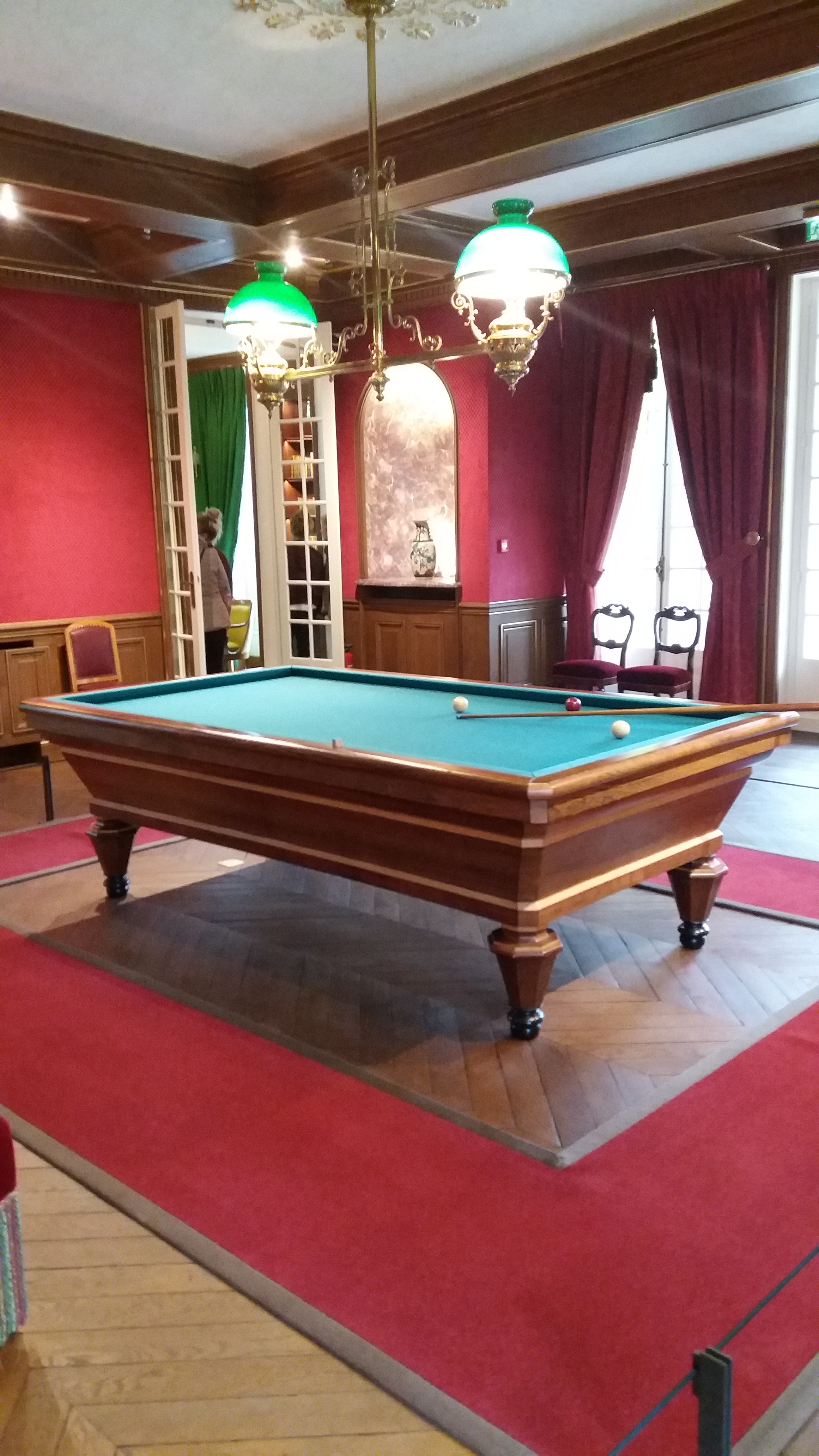
Billard.

- Le chalet de montagne prolonge les bâtiments de la Ferme ornée et habille ce qui était la laiterie. La décoration du bois finement découpé est due à Martial Caillebotte. Le chalet accueille le restaurant gastronomique La Table du parc.

- De style néo-classique (lignes élégantes, fronton triangulaire, figurines), l'orangerie, sorte de serre chaude naturelle, servait à l’hivernage des orangers d’ornements, très décoratifs, qui figurent parfois sur les tableaux de Gustave Caillebotte. Le bâtiment est aujourd’hui une salle d’expositions temporaires où l’on accueille des artistes de la région, mais aussi des artistes confirmés tels que Florence de Ponthaud-Neyrat ou Pascal Monteil comme ce fut le cas en 2012 et 2013.

- La passerelle est un pont métallique qui enjambait un ancien bras de rivière et qui a été reconstitué en 2006 par le paysagiste Louis Benech. Il peut rappeler les ambiances que Claude Monnet avait créées et peintes à Giverny autour de son fameux étang et de son pont japonais.

- La chapelle Notre-Dame-du-Lierre fut construite pour le fils de Martial Caillebotte, Alfred (1834-1896), qui était prêtre. Elle est de style néo-gothique et néo-roman. Longtemps en ruines, elle a été restaurée en 2016.

- Le kiosque domine le parc ; il est décoré d'ornements en bois imitant le bambou et de vitraux.

- La glacière se situe sous le kiosque ; elle est profonde de sept mètres et permettait de disposer de glace et de conserver les aliments pendant la saison chaude. La porte d’accès est encadrée par un enrochement de meulières en forme de grotte. Elle a été rendue visitable au moyen d’une passerelle qui fait pénétrer le visiteur en son cœur.

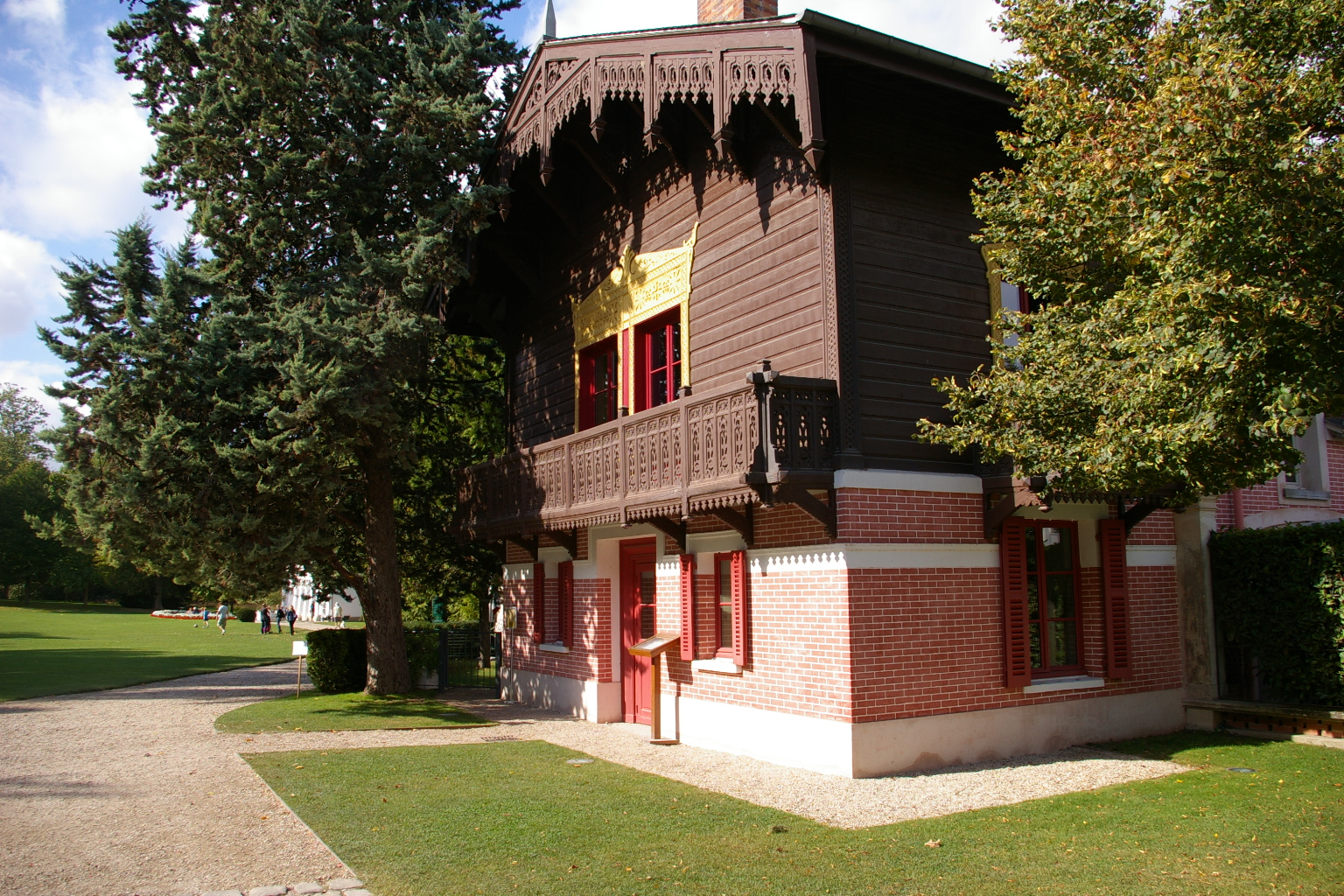
Chalet suisse.
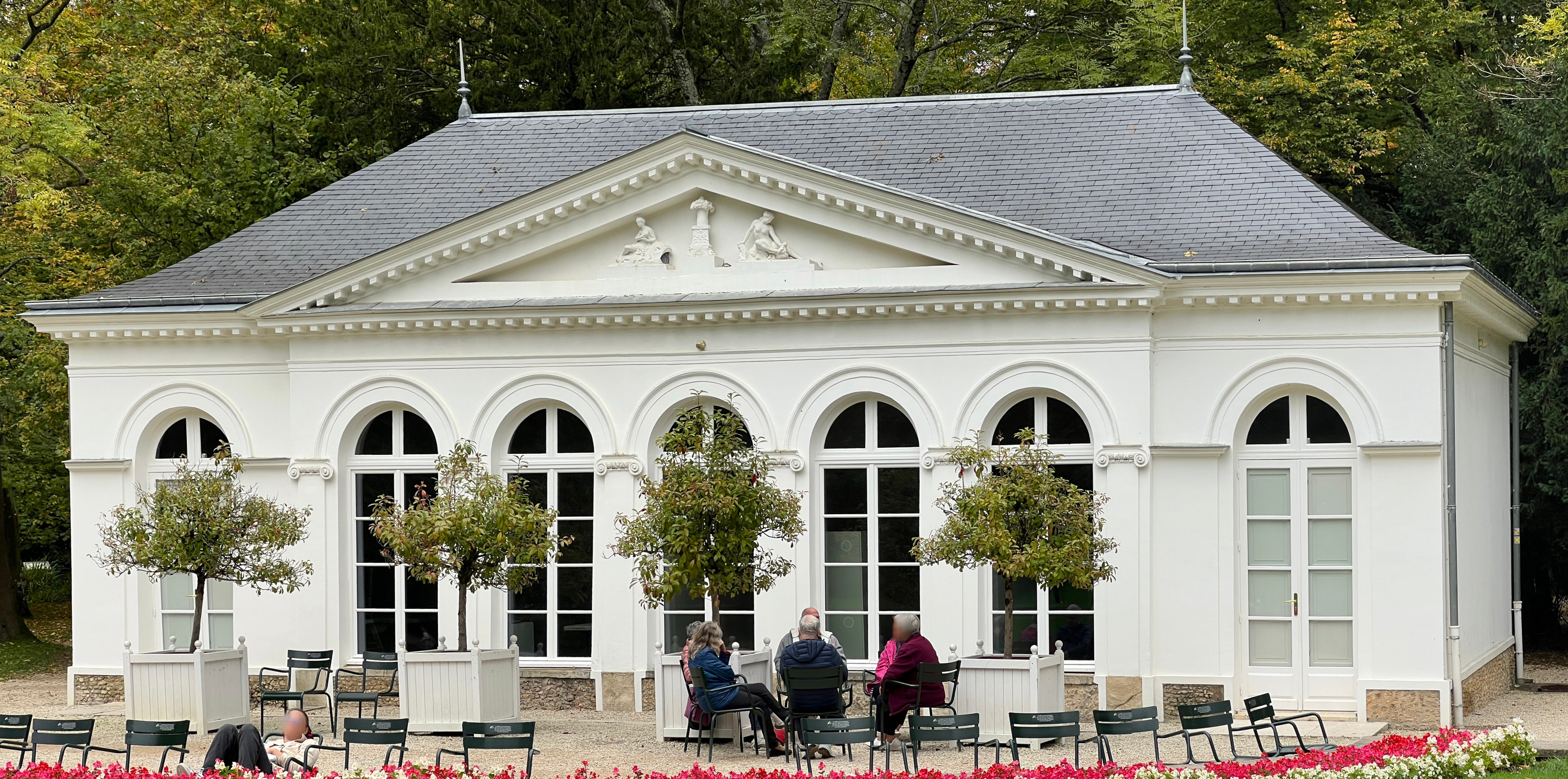
L'Orangerie.
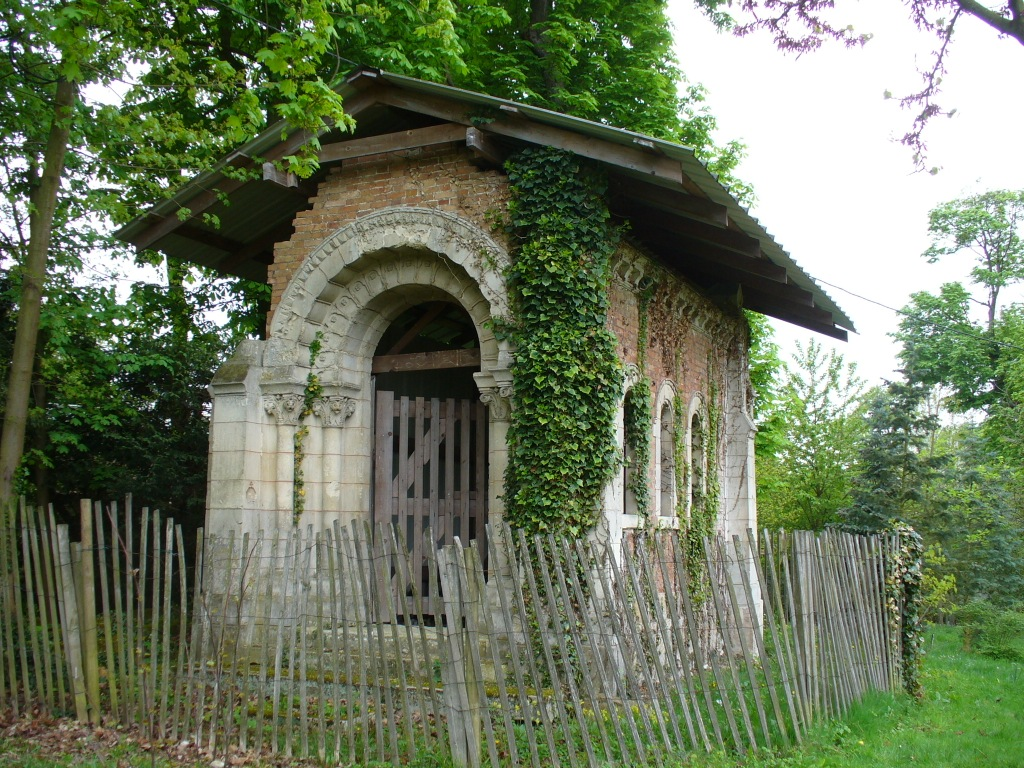
Chapelle en ruines.
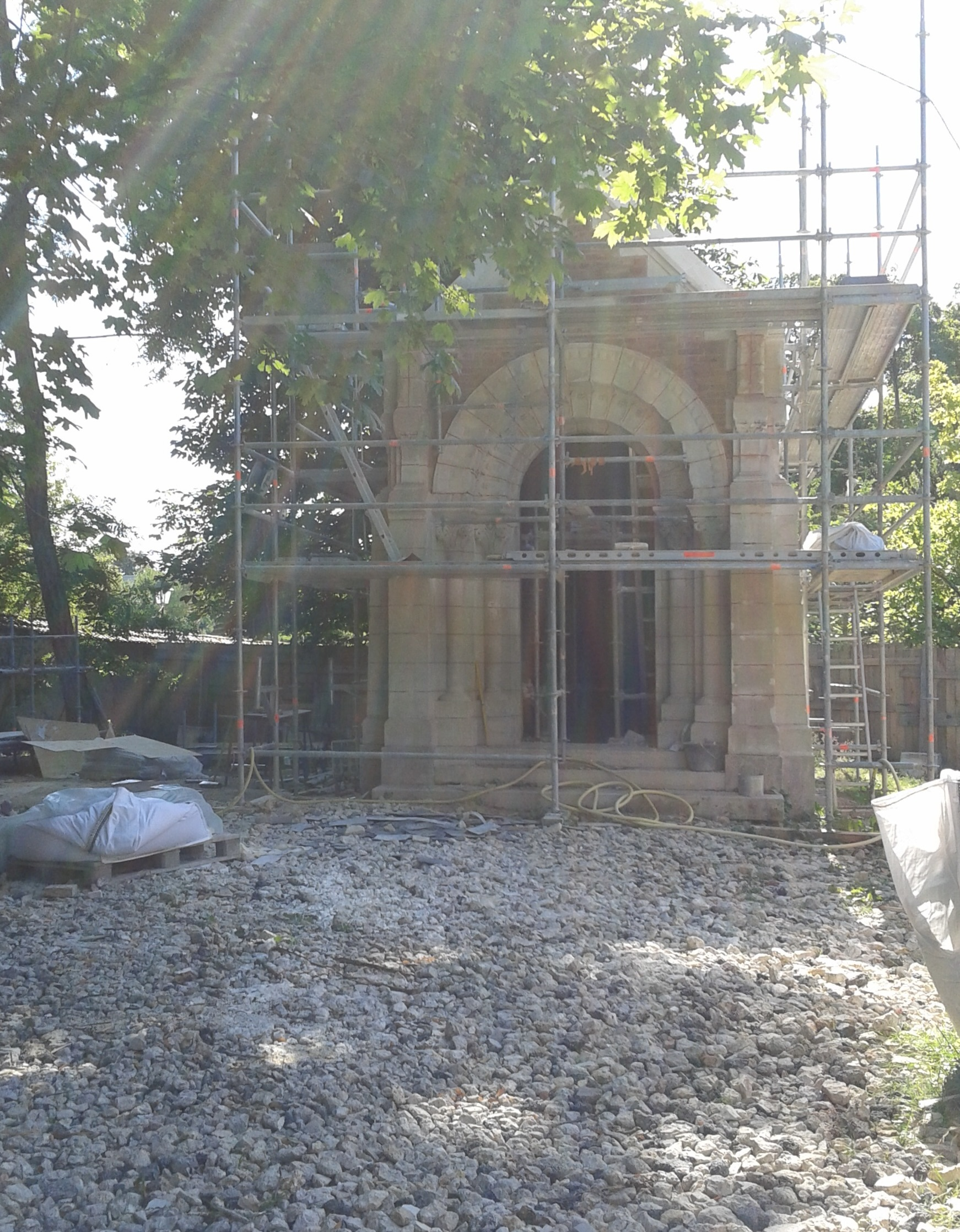
Restauration de la chapelle.
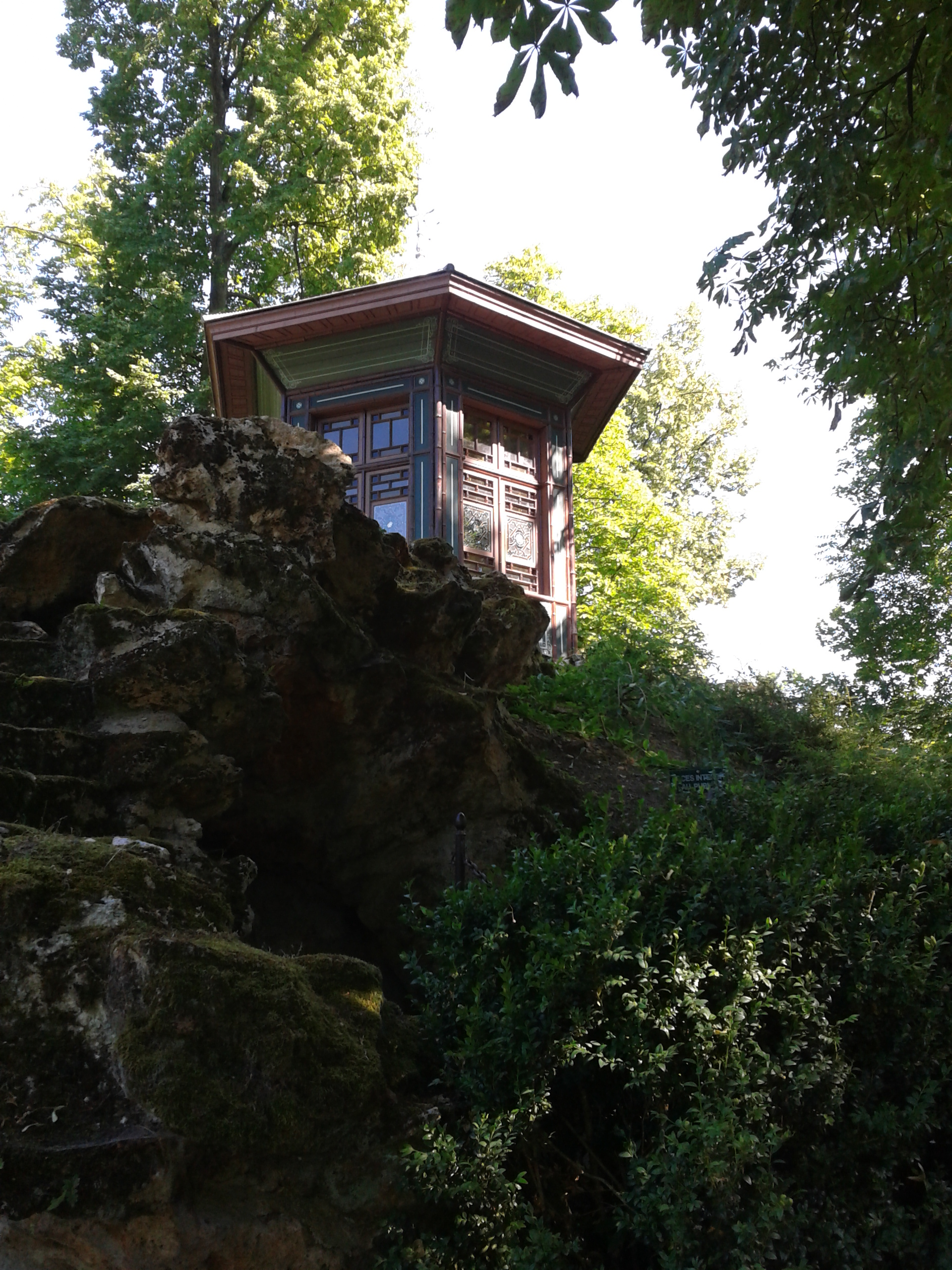
Kiosque.
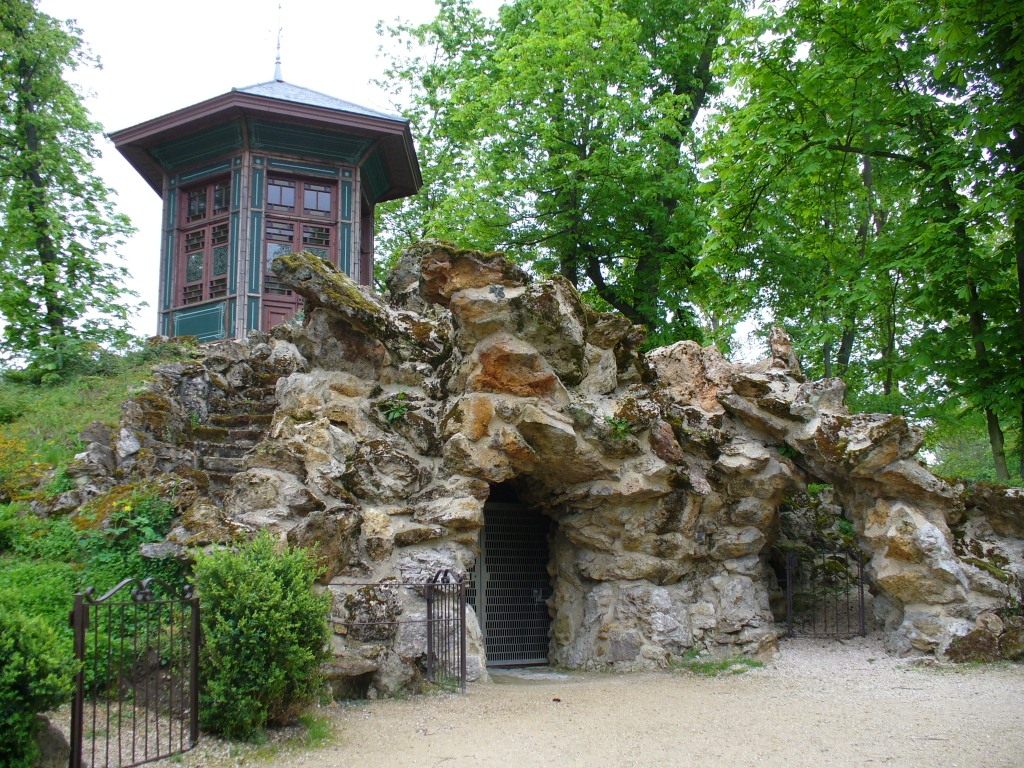
Glacière.

- Le banc couvert est de style asiatique : il permet de contempler le parc.

- Le parc, planté à l'anglaise, contient un très beau cèdre du Liban près de l'entrée[7] et un platane d'Orient labellisé arbre remarquable depuis 2017[8].

- Le potager est aujourd'hui cultivé par l'association « Potager Caillebotte ».

- La Ferme ornée (nom ancien que les théoriciens de jardins donnaient aux bâtiments agricoles), ancienne laiterie, abrite depuis 2009 le Centre d’art et d’expositions, qui porte son nom. Des artistes de renom s’y succèdent, lors d’expositions individuelles temporaires (peinture, gravure, sculpture), tels que Roger Vieillard et Anita Di Caro, Martine Martine, Roger-Edgar Gillet, Jacques Doucet, Denis Monfleur, Yasse Tabuchi, Jean Anguera, etc.  Des expositions collectives y sont également organisées telles que  « La gravure en mouvement, du XVe au XXIe siècle » qui s’est tenue à la Ferme ornée du 15 septembre au 2 décembre 2012, a présenté une centaine de gravures de plus d’une quarantaine d’artistes. La Biennale de sculpture, le Salon international du pastel et le Salon des artisans et métiers d'art y sont programmés. À côté, une volière en forme de rotonde, installée en 1860 par le père de Gustave Caillebotte, accueille des oiseaux recherchés pour leurs beaux chants.

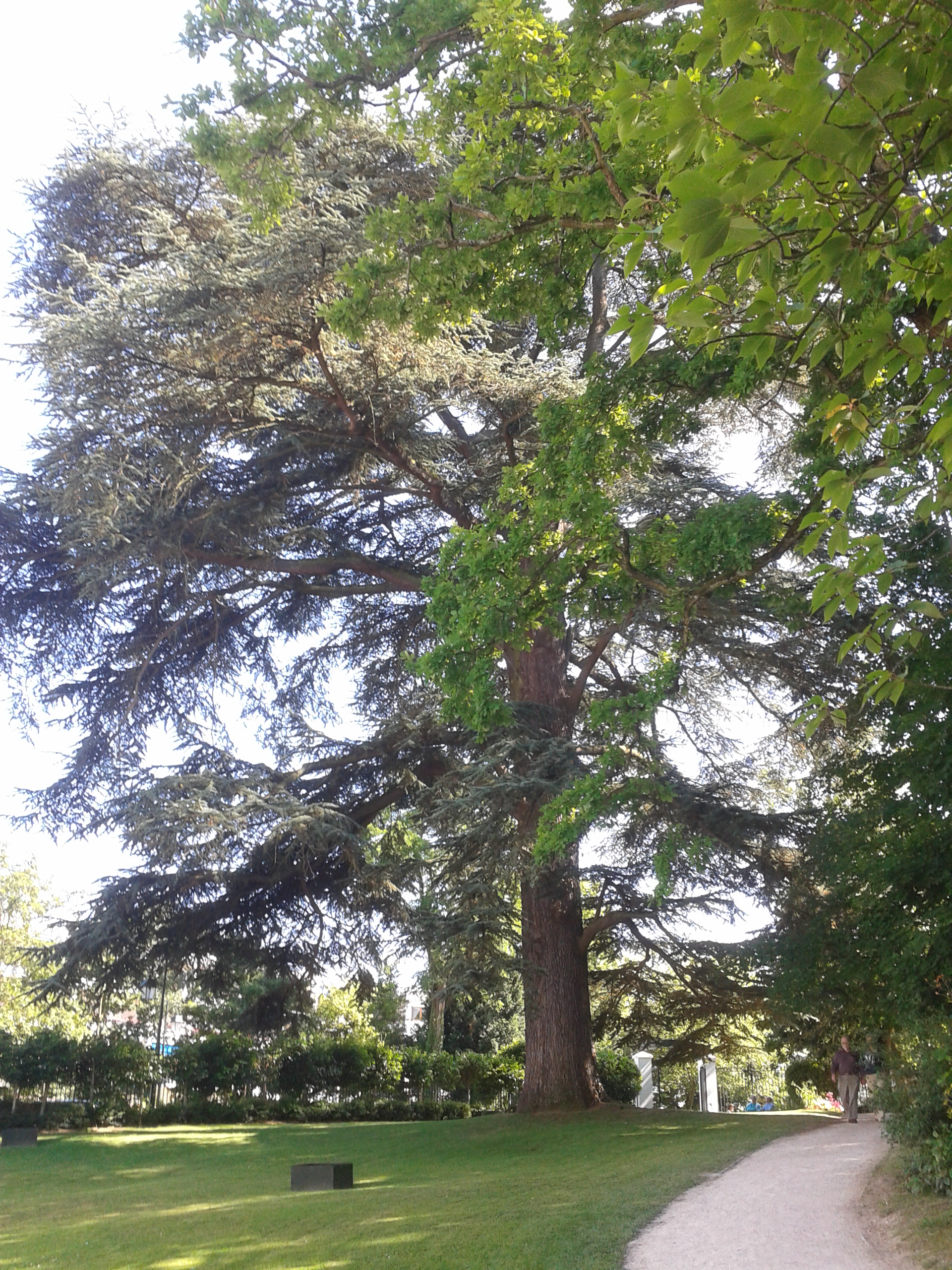
Cèdre du Liban près de l'entrée.
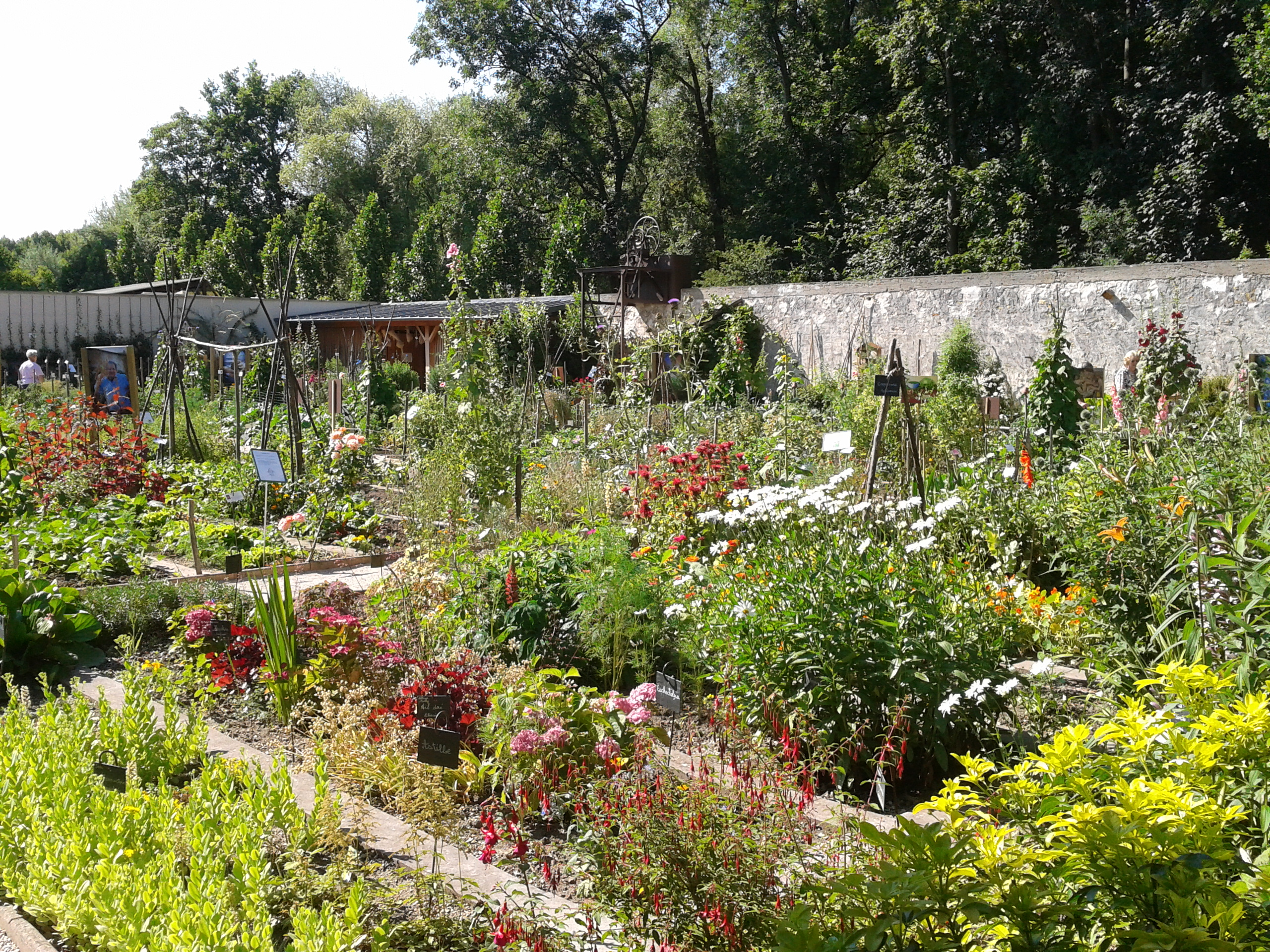
Le potager.
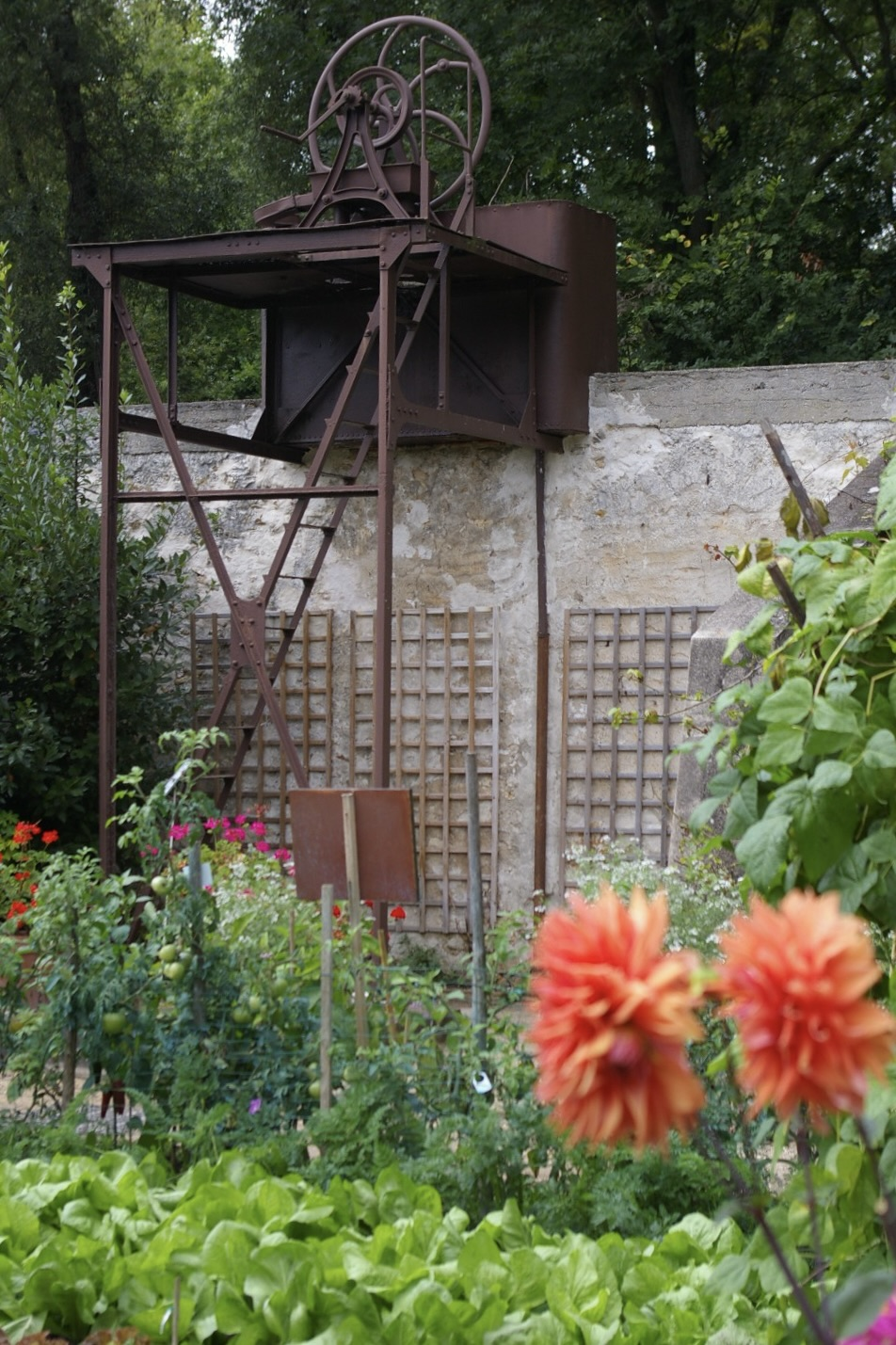
Machine puisant l'eau dans l'Yerres.
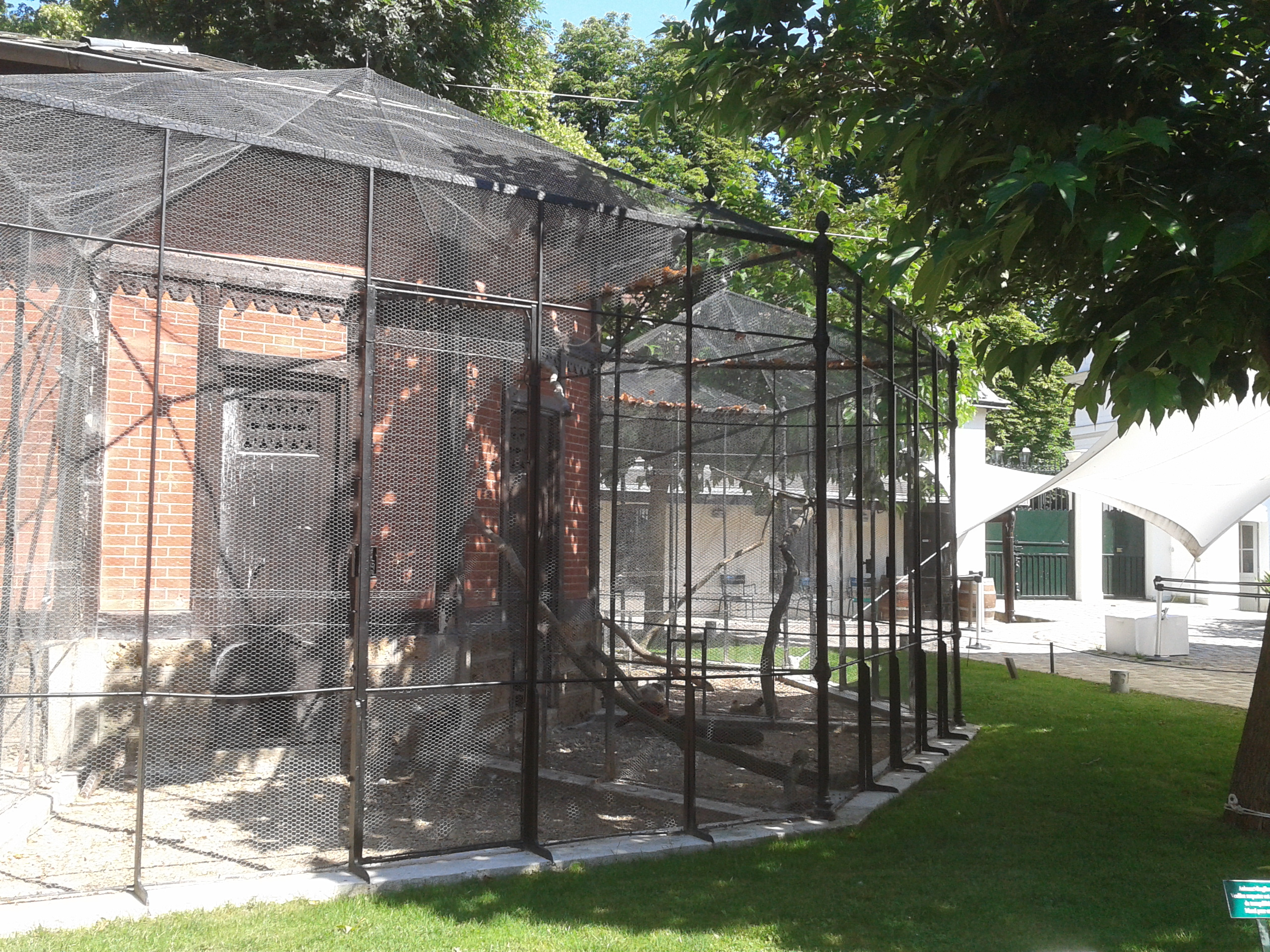
Volière.
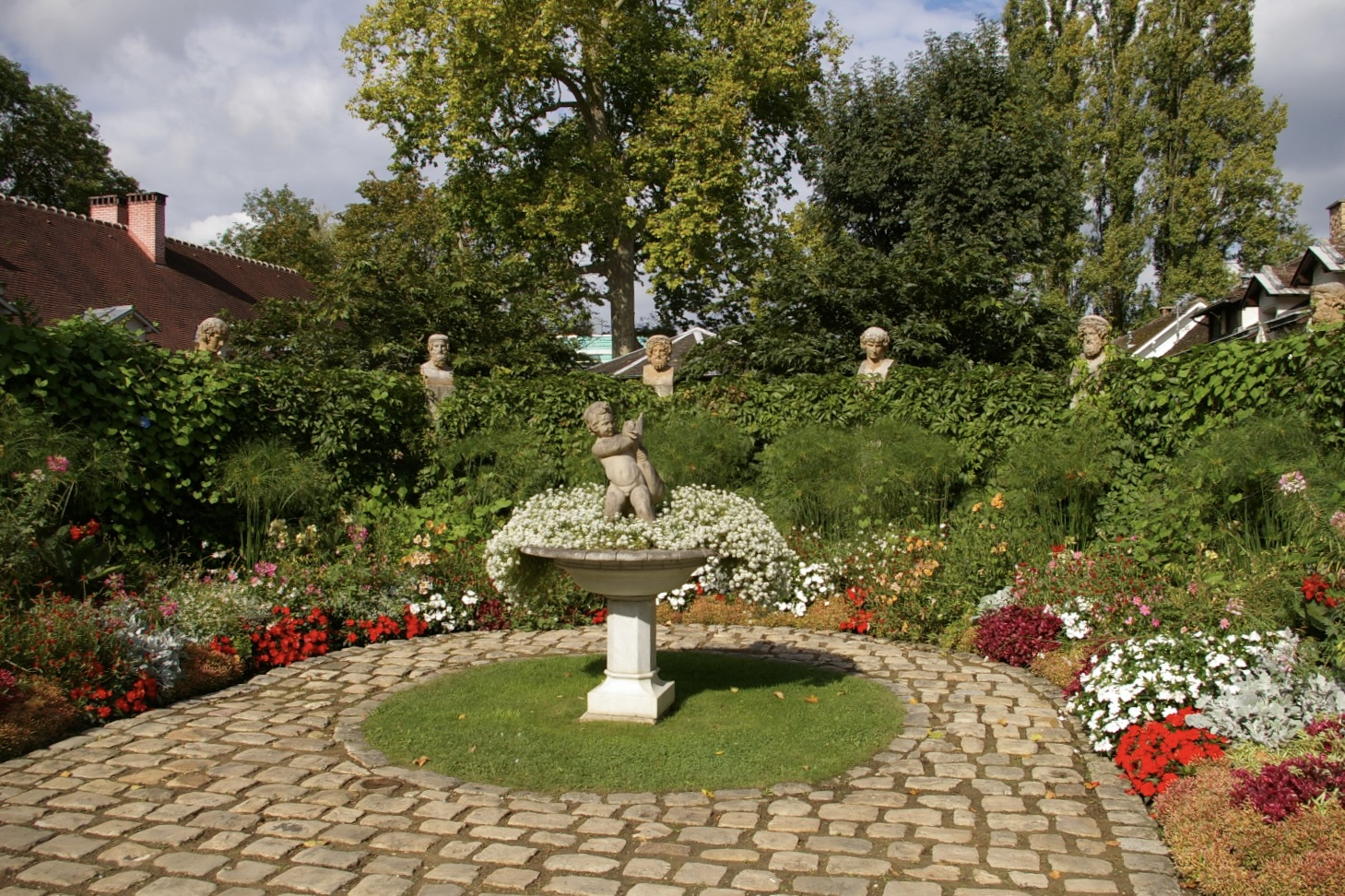
Fontaine près de la cour de la ferme.

## Accessibilité
Le parc est ouvert toute l'année du lundi au dimanche et les jours fériés :
- du 1er octobre au 31 mars de 9 h à 18 h 30 ;
- du 1er avril au 31 mai de 9 h à 20 h 30 ;
- du 1er juin au 31 juillet de 9 h à 21 h ;
- 1er août au 30 septembre de 9 h à 20 h.

La maison Caillebotte est ouverte :
- uniquement les samedis, dimanches et jours fériés (de 14 h à 18 h 30) de novembre à mars ;
- d’avril à octobre, du mardi au dimanche et les jours fériés, de 14 h à 18 h 30.

Les horaires d'ouverture des expositions temporaires organisées à la Ferme ornée et à l'Orangerie sont variables.

## Peintures de la propriété par Gustave Caillebotte

Maison et dépendances
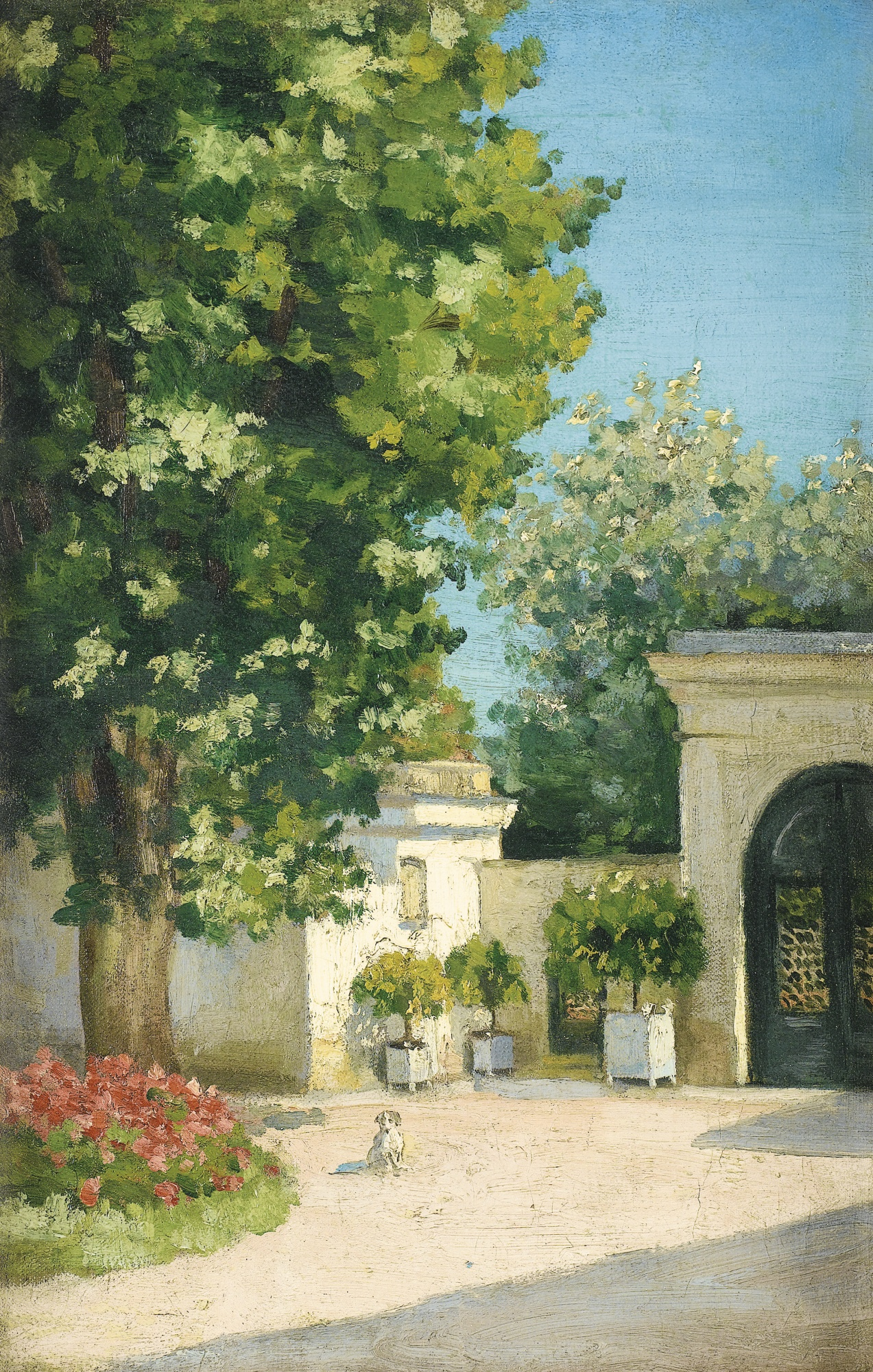
Yerres. De l’Exèdre, le porche, vers 1875. Collection privée, vente 2013.
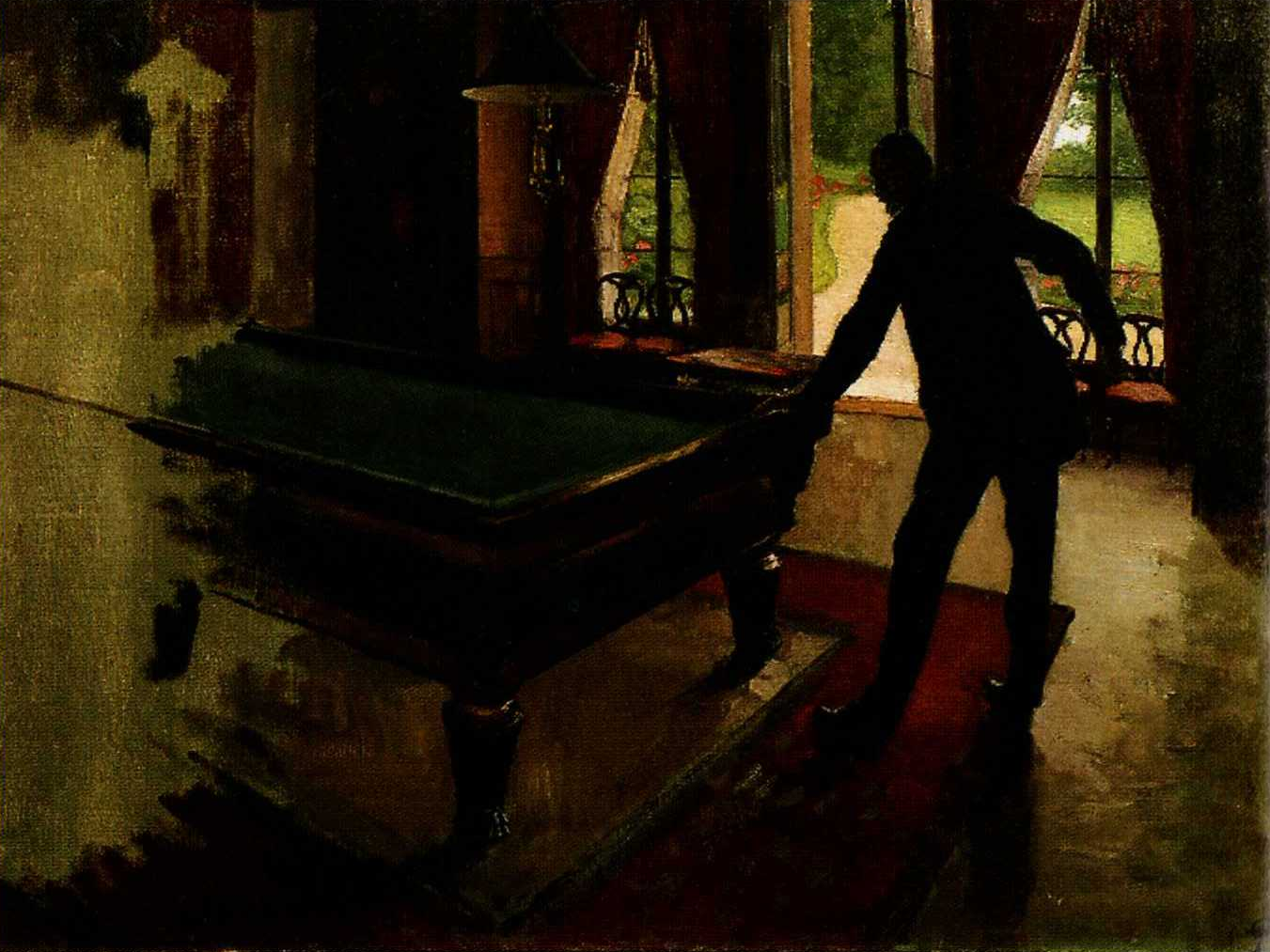
Le Billard (inachevé), 1875. Collection particulière[réf. nécessaire].
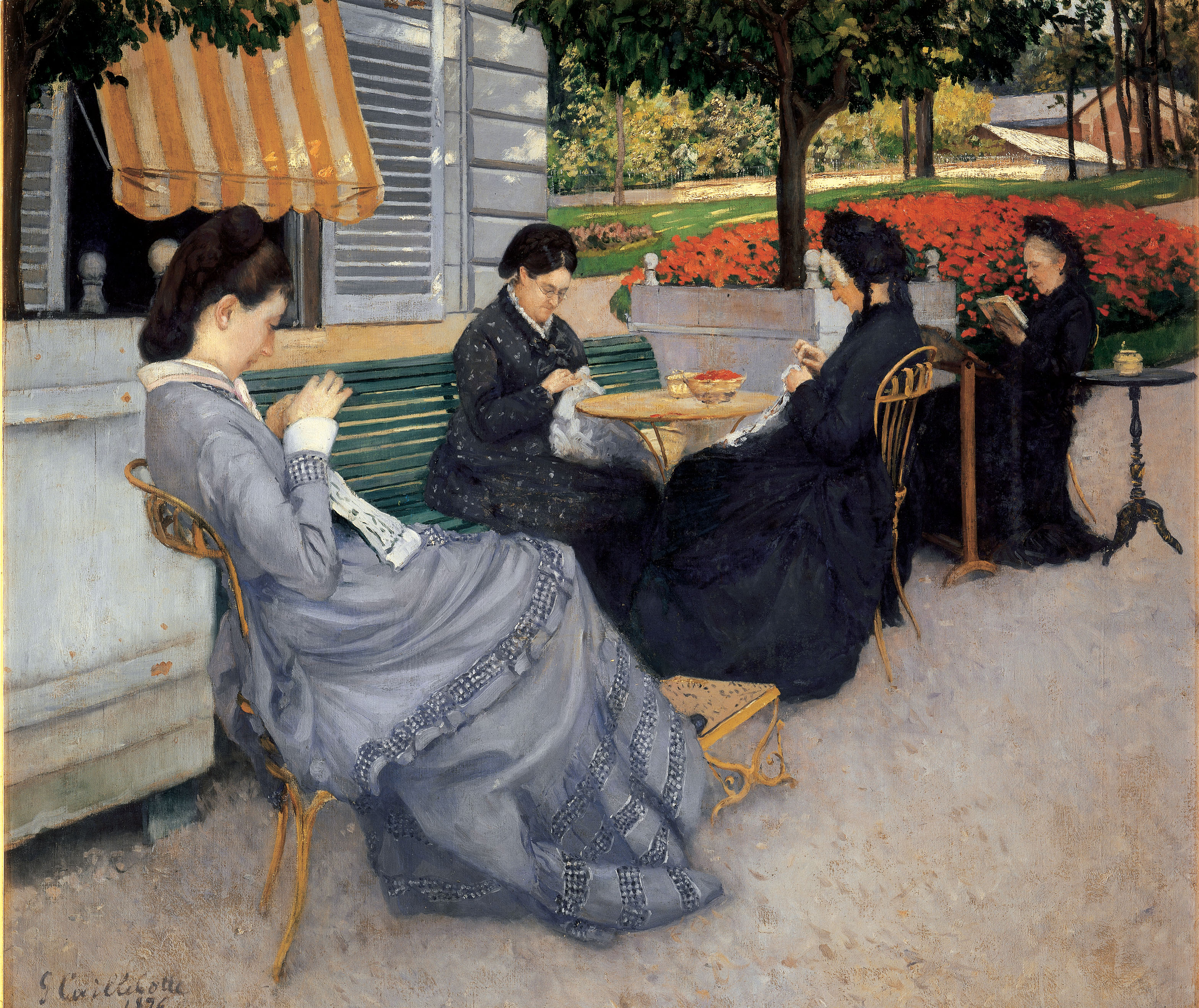
Portraits à la campagne, 1876, musée Baron-Gérard, Bayeux.
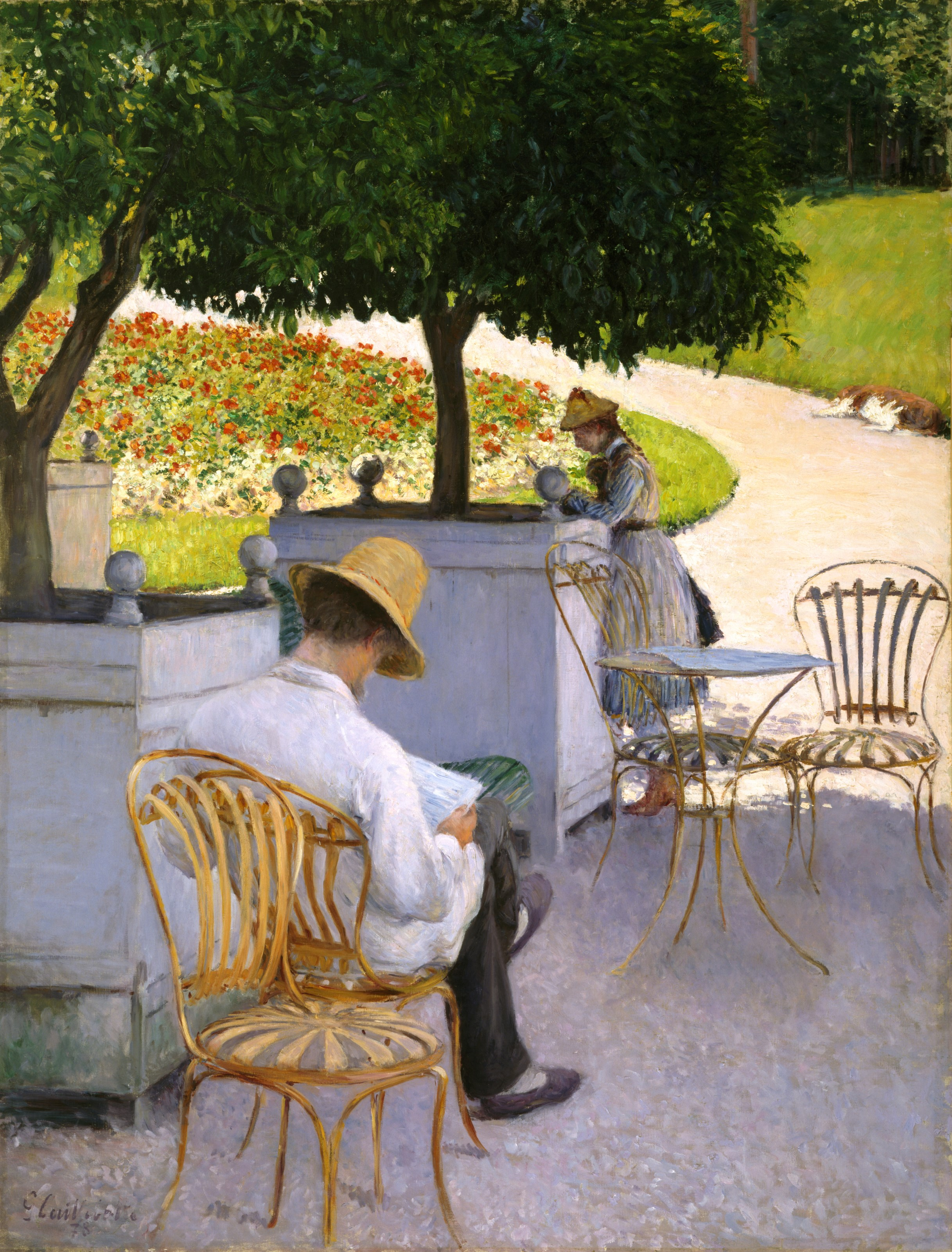
Les Orangers, 1878.

Le Jardin potager
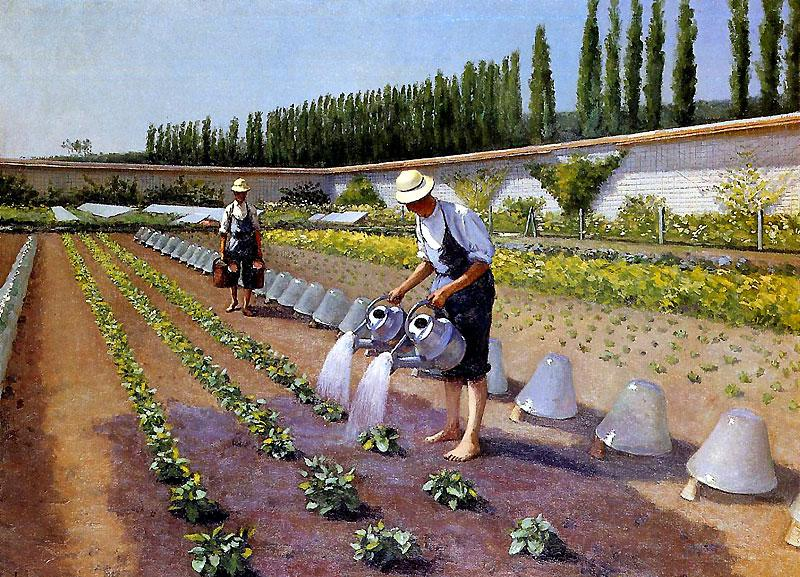
Les Jardiniers, vers 1876, collection privée.
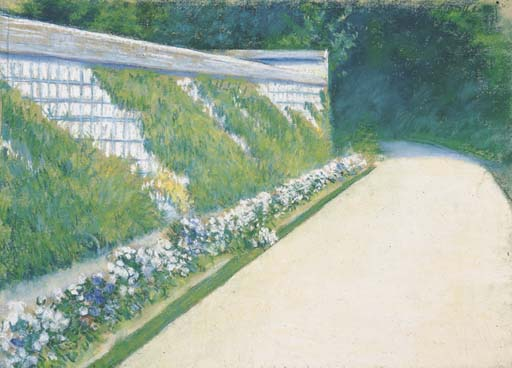
Le Mur du jardin potager, Yerres (pastel), 1877. Collection privée, vente 2005.
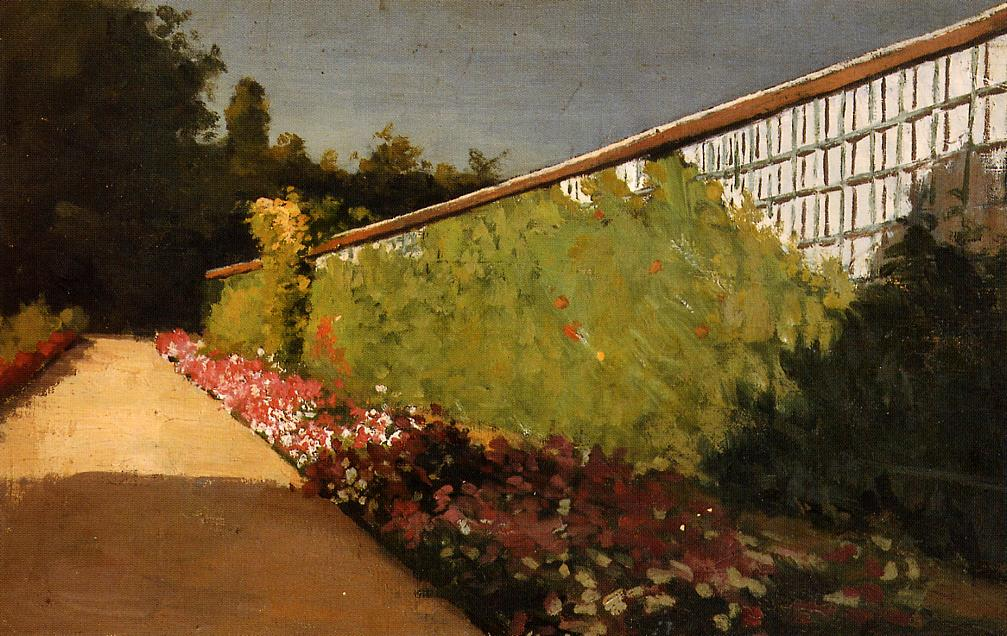
Le Mur du jardin potager, Yerres, 1877. Collection privée[réf. nécessaire].
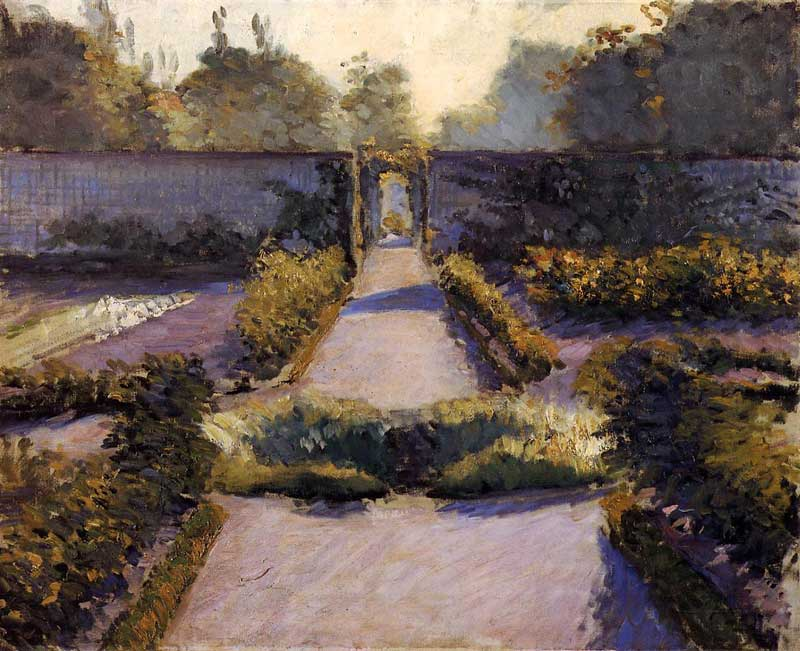
Le Potager, 1877. Collection privée[réf. nécessaire].
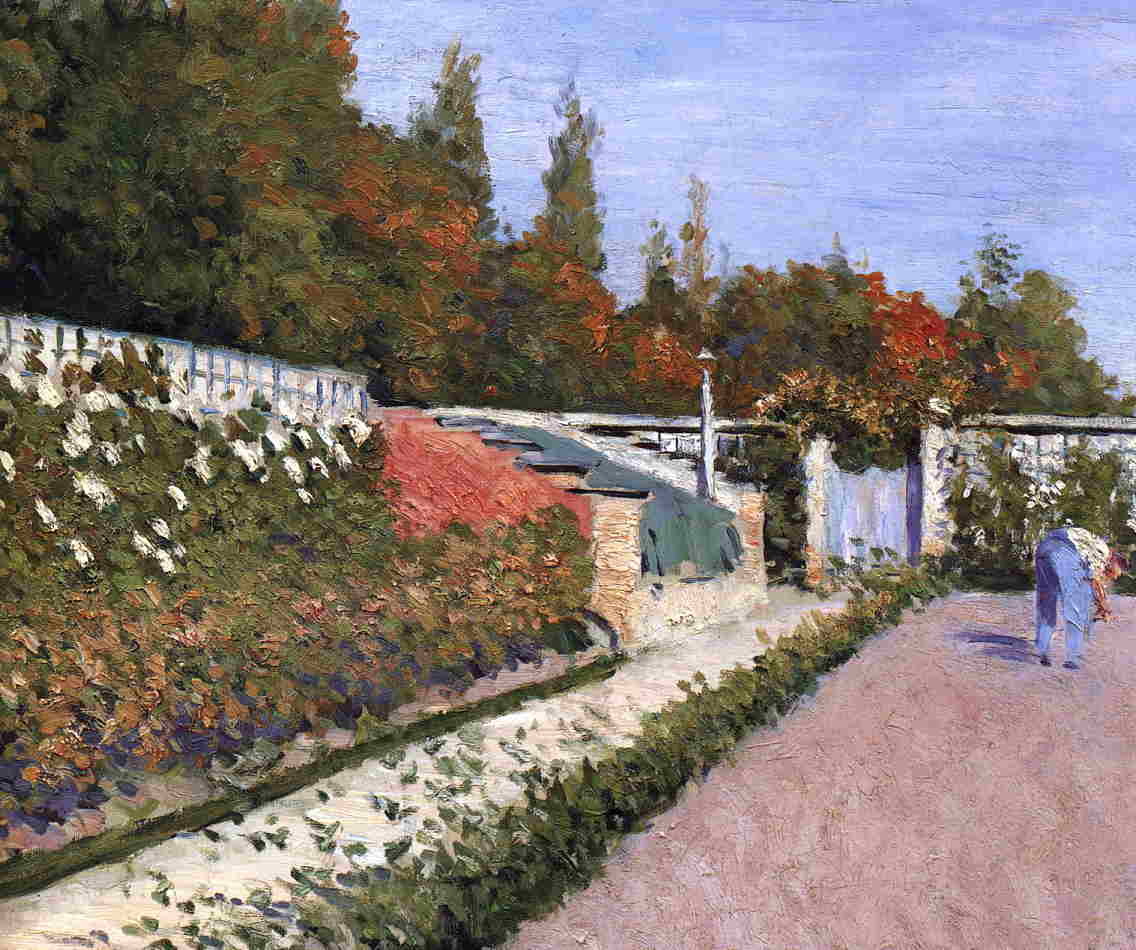
Le Jardinier, 1877. Collection privée[réf. nécessaire].

L'Yerres et la navigation
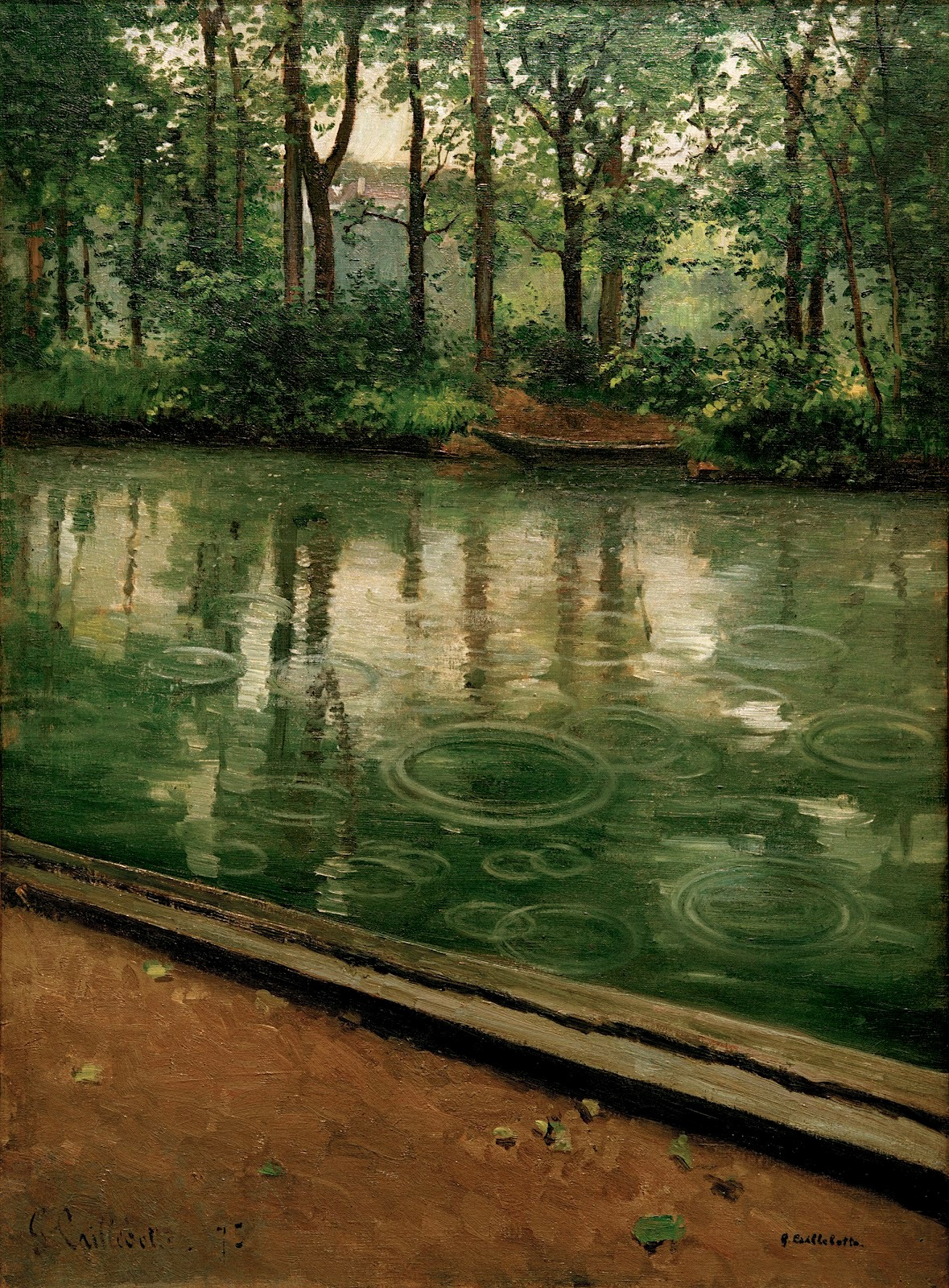
L'Yerres, pluie, 1875. Musée d'Art de l'université de l'Indiana, Bloomington.
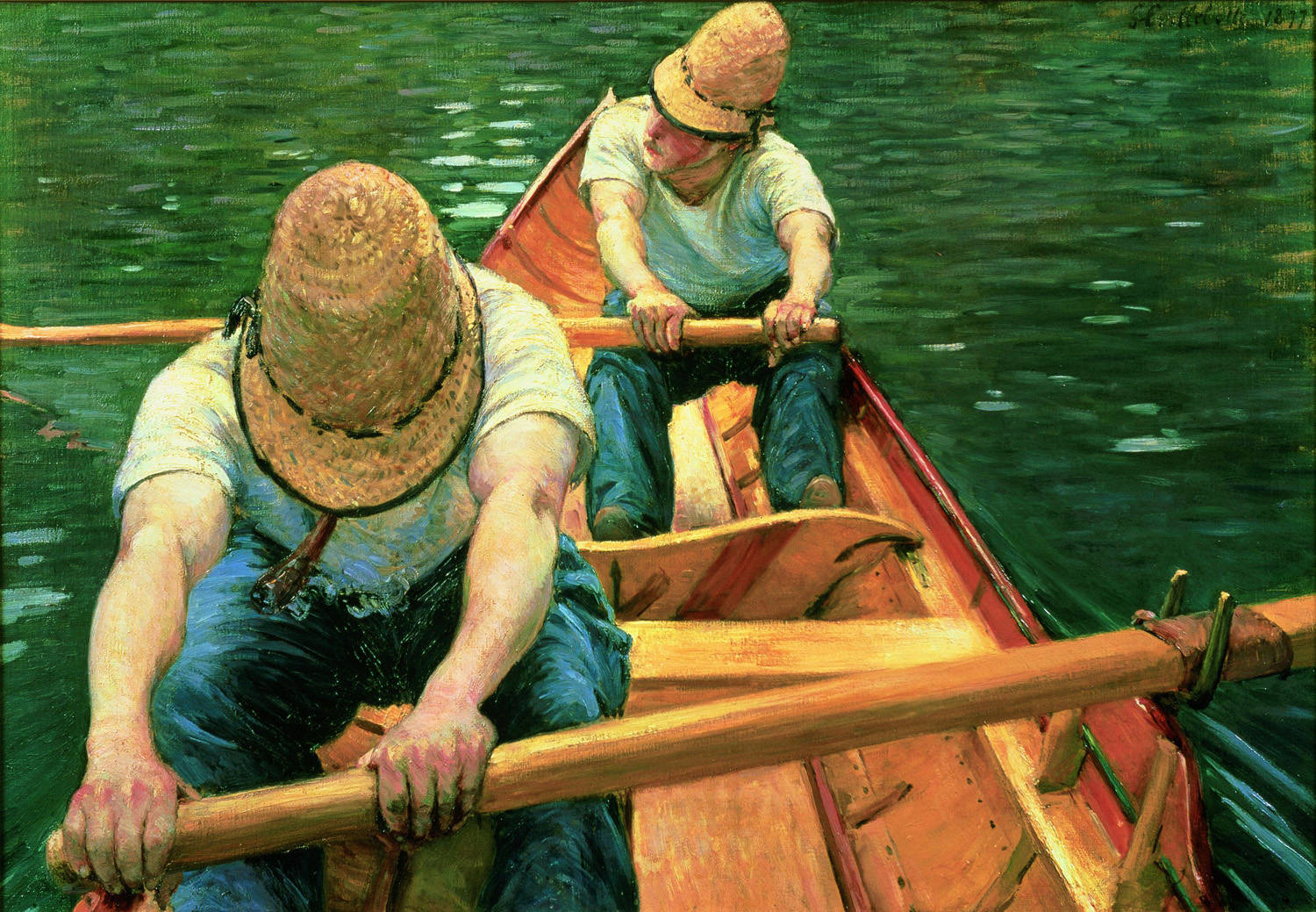
Canotiers ramant sur l'Yerres, 1877, collection privée[réf. nécessaire].
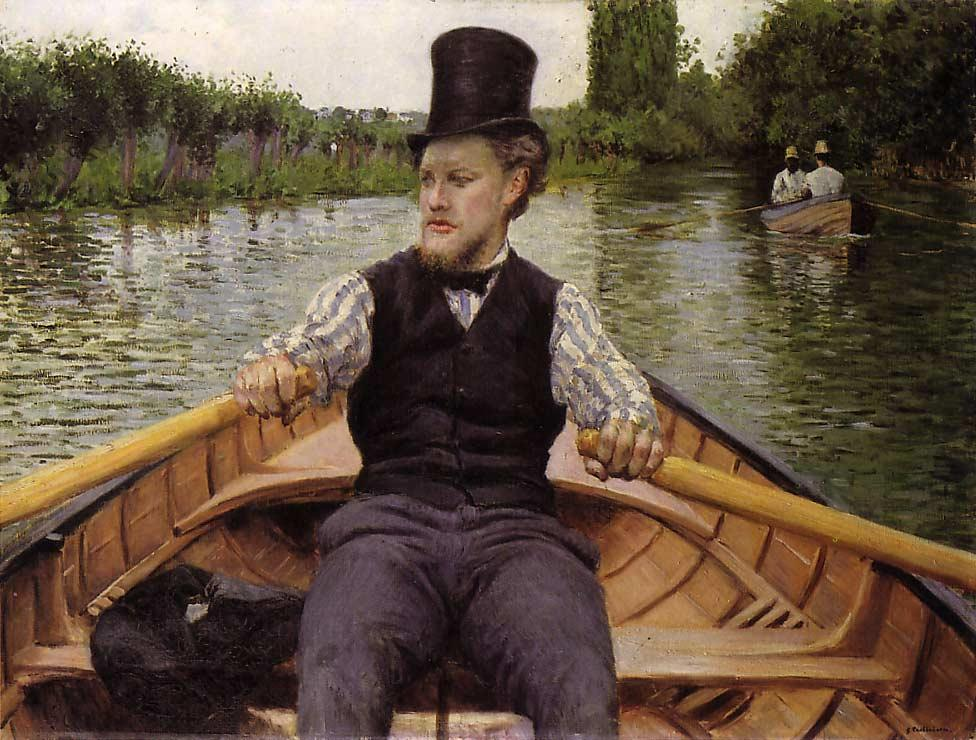
La Partie de bateau, 1877-1878. Musée d'Orsay.
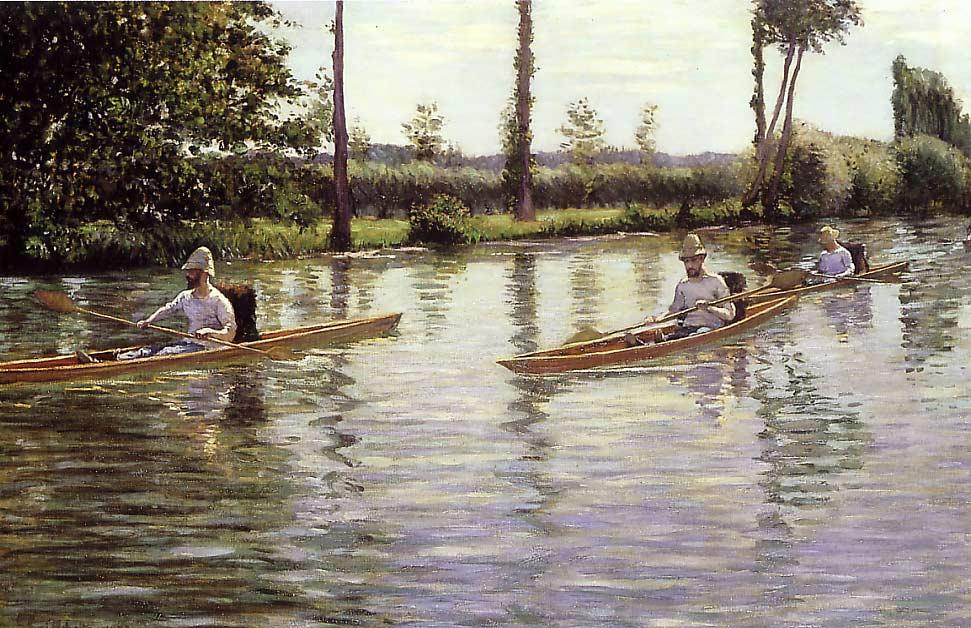
Périssoires sur l'Yerres, 1877. Milwaukee Art Museum.
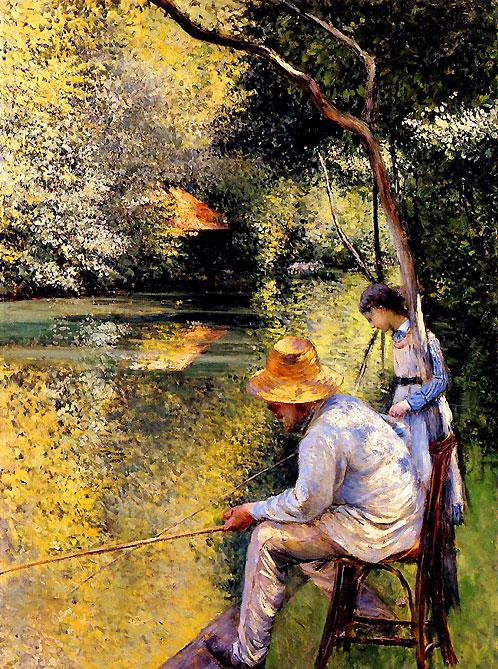
Pêcheur au bord de l'Yerres, 1878, collection privée[réf. nécessaire].
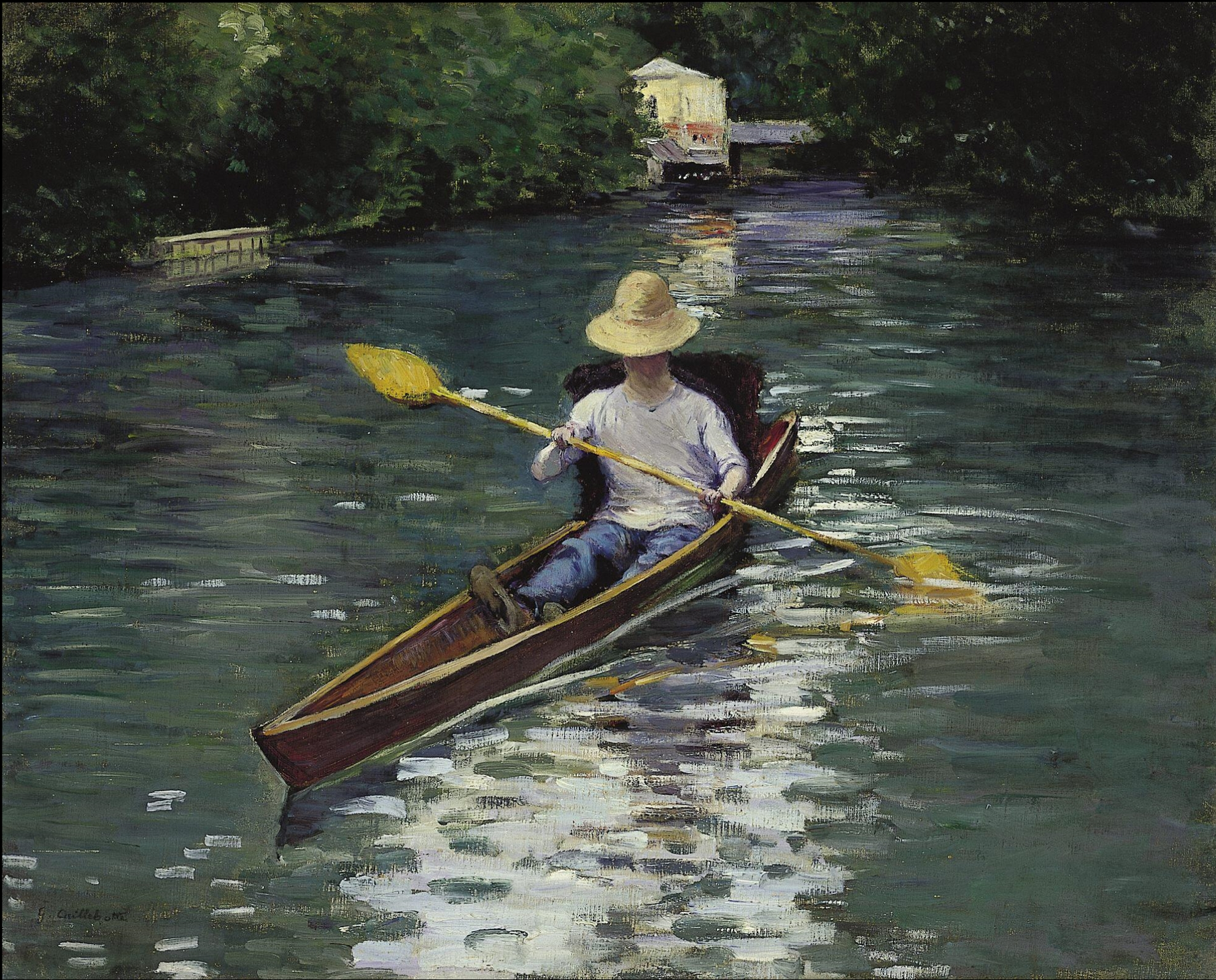
Canoë sur la rivière Yerres, 1878. Norton Simon Museum, Pasadena.
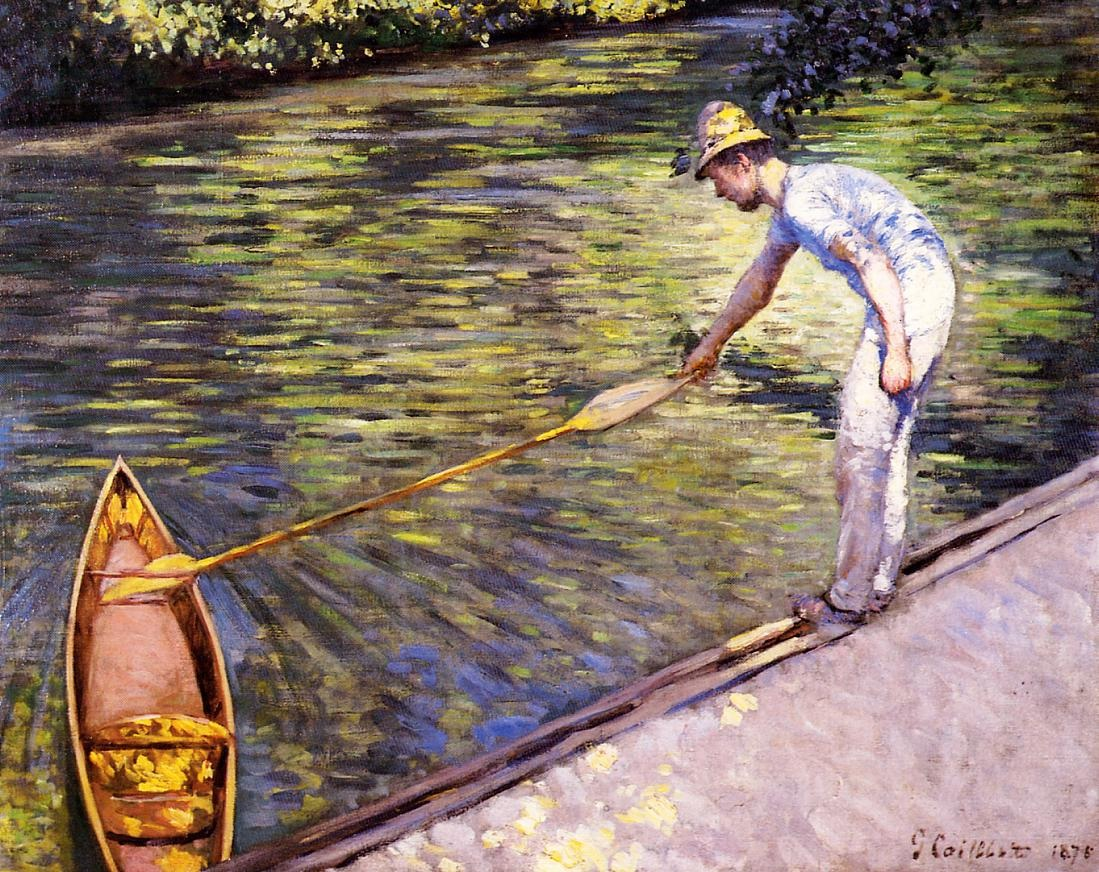
Canotier ramenant sa périssoire, 1878. Musée des Beaux-Arts de Virginie, Richmond.

### Sources
- Sur la base Mérimée : Propriété Caillebotte, sur culture.gouv.fr (consulté le 17 février 2011).
- Sur le site de la ville : Propriété Caillebotte, sur yerres.fr (consulté le 17 février 2011).